# ウェブスター郡 (ミズーリ州)
ウェブスター郡（英: Webster County）は、アメリカ合衆国ミズーリ州の南部に位置する郡である。2010年国勢調査での人口は36,202人であり、2000年の31,045人から16.6％増加した。郡庁所在地はマーシュフィールド市（人口6,633人）であり、同郡で人口最大の都市でもある。ウェブスター郡は1855年3月3日に組織化され、郡名はアメリカ合衆国上院議員、アメリカ合衆国国務長官を務めたダニエル・ウェブスターに因んで名付けられた。
ウェブスター郡はスプリングフィールド大都市圏に属している。

## 歴史
ウェブスター郡では、ミズーリ川とアーカンザス川の間の尾根に、ジェイムズ川、ナイアンガ川、ガスコネード川、ポンドテレ川の水源がある。1808年のオーセージ族インディアンによる土地割譲の一部だった地域には、1830年代初期には既にケンタッキー州やテネシー州から来た開拓者が入っていた。インディアン道が郡南部を通り、前史時代の多くのマウンドが残っている。
ウェブスター郡は1855年3月3日に組織化され、全長590マイル (940 km) の標高があり、広大な高地ミズーリ・オザークに広がっている。郡庁所在地はマーシュフィールドであり、その標高は1,490フィート (454 m) である。州内の郡庁所在地としては最も高い位置にある。初期の議員ジョン・F・マクマハンがダニエル・ウェブスターに因んで郡名を、マサチューセッツ州マーシュフィールドに因んで都市名を付けた。
マーシュフィールドの町は、C・F・ドライデンとW・T・バーフォードおよびB・F・T・バーフォードに与えられていた土地に、R・H・ピッツが区画割りを行った。郡庁舎ができるまで、郡の実務は、後にミズーリ州知事になったジョセフ・W・マクラーグが雑貨店を経営していたヘイゼルウッドで行われた。現在あるカーシージ大理石造りの郡庁舎は1939年から1941年に建てられたものであり、3代目である。
南北戦争中の1862年2月、南軍寄りの小さな部隊がマーシュフィールドが追い出され、その10か月後には南軍の部隊が町の東で潰走させられた。1863年1月9日、ジョセフ・O・シェルビー将軍の部隊が、マーシュフィールドとサンドスプリングスに堅固に造られていた北軍の砦を焼いた。これら砦はそれ以前に駐屯部隊がいなくなっていた。1862年までに電信線がマーシュフィールド近くに架設された。その設置された道路は後に「オールド・ワイヤー道路」と呼ばれた。
南北戦争後は鉄道建設ブームが郡の成長を刺激し、酪農業、養鶏など家畜生産者が増えた。1872年、アトランティック・アンド・パシフィック鉄道（フリスコ鉄道）がマーシュフィールドを通り、1883年にはカンザスシティ・スプリングフィールド・アンド・メンフィス鉄道が郡内を横切った。鉄道の沿線にシーモア、ロジャーズビル、フォードランド、ナイアンガの町が成長した。郡初期の学校としては1860年に認可されたマーシュフィールド・アカデミー、1873年に開設されたマウントデール・アカデミー、1879年に認可されたヘンダーソン・アカデミーがあった。今日でも教育は郡の基盤となっている。
1880年4月18日、藤田スケールF4の激しい竜巻がマーシュフィールドを襲った。その通過した跡は幅800ヤード (720 m)、長さ64マイル (102 km) に及んだ。この竜巻による死者は99人、負傷者は100人となり、マーシュフィールド住民の10％が死亡し、建物は15軒を除いて全てがはかいされたとされている。アフリカ系アメリカ人音楽家ジョン・W・ブーンが作曲した『マーシュフィールド・サイクロン』はこの被害を広く伝えている。国内の自然災害の中でも10傑に入っている。
天文学者エドウィン・P・ハッブル（1889年-1953年）はマーシュフィールドで生まれ、公立学校の3年生まで町の学校に通った。ハッブルの望遠鏡の複製品が郡庁舎庭に置かれており、マーシュフィールドを通る州間高速道路の部分はハッブルの名前が与えられている。
マーシュフィールドは、ミシシッピ川より西で初の独立記念日パレードを行った所とされている。ジョージ・H・W・ブッシュ元大統領とその妻バーバラが、ミズーリ州での大統領選挙運動で、1991年7月4日のパレードに町を訪れた。ウェブスター郡は州内でも郡祭を最も長く続けて祝っていることも誇りにしている。
毎年開催されるシーモア・リンゴ祭は1973年に開始され、州内最大級の祭に成長した。毎年9月第2週末にシーモアの公共広場で開催されるこの祭には推計3万人以上の観衆が訪れている。この祭は1840年代に始まったシーモアのリンゴ産業を祝うものであり、州内リンゴ生産高の50％以上を生産していた20世紀への変わり目頃には、「大きな赤いリンゴの土地」と呼ばれていた。
毎年3日間開催されるこの祭では、10以上のミュージカル、あらゆる年代のための数多い競技会、150以上の工芸品や料理の屋台が出て、鶏肉のバーベキューが呼び物になっている。シーモア商業協会が後援し、完全に町のボランティアによって運営されている。

## 地理
アメリカ合衆国国勢調査局に拠れば、郡域全面積は593.69平方マイル (1,537.7 km2)であり、このうち陸地593.32平方マイル (1,536.7 km2)、水域は0.37平方マイル (0.96 km2)で水域率は0.06％である。

### 主要高規格道路
- 州間高速道路44号線
- アメリカ国道60号線
- アメリカ国道66号線（1926年–1979年）
- ミズーリ州道38号線

### 隣接する郡
- ダラス郡 - 北西
- ラクレード郡 - 北東
- ライト郡 - 東
- ダグラス郡 - 南東
- クリスチャン郡 - 南西
- グリーン郡 - 西

## 人口動態

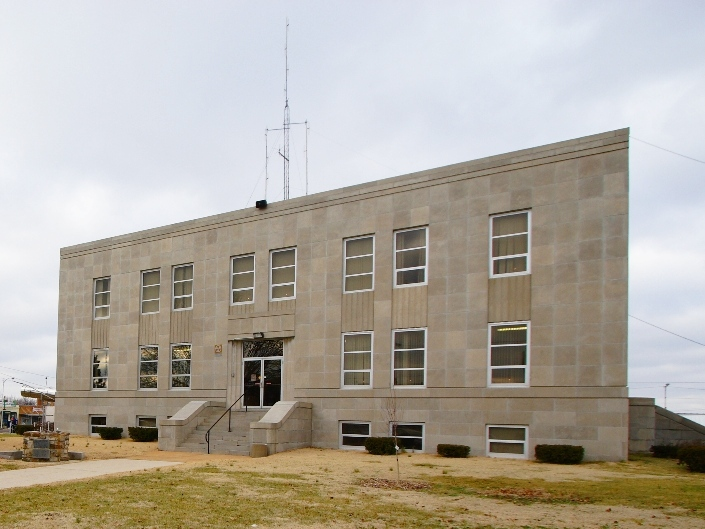
ウェブスター郡庁舎

以下は2000年の国勢調査による人口統計データである。
| 基礎データ - 人口: 31,045人 - 世帯数: 11,073 世帯 - 家族数: 8,437 家族 - 人口密度: 20人/km2（52人/mi2） - 住居数: 12,052軒 - 住居密度: 8軒/km2（20軒/mi2） 人種別人口構成 - 白人: 96.20% - アフリカン・アメリカン: 1.16% - ネイティブ・アメリカン: 0.65% - アジア人: 0.26% - 太平洋諸島系: 0.03% - その他の人種: 0.31% - 混血: 1.39% - ヒスパニック・ラテン系: 1.29% 年齢別人口構成 - 18歳未満: 28.9% - 18-24歳: 8.3% - 25-44歳: 29.7% - 45-64歳: 21.7% - 65歳以上: 11.4% - 年齢の中央値: 35歳 - 性比（女性100人あたり男性の人口） - 総人口: 101.4 - 18歳以上: 100.3 | 世帯と家族（対世帯数） - 18歳未満の子供がいる: 37.9% - 結婚・同居している夫婦: 64.0% - 未婚・離婚・死別女性が世帯主: 8.3% - 非家族世帯: 23.8% - 単身世帯: 20.4% - 65歳以上の老人1人暮らし: 9.5% - 平均構成人数 - 世帯: 2.72人 - 家族: 3.14人 収入と家計 - 収入の中央値 - 世帯: 39,948米ドル - 家族: 46,941米ドル - 性別 - 男性: 28,168米ドル - 女性: 20,768米ドル - 人口1人あたり収入: 17,948米ドル - 貧困線以下 - 対人口: 14.8% - 対家族数: 9.6% - 18歳未満: 21.0% - 65歳以上: 14.1% |

## 都市と町
| - ディギンズ - エルクランド - フォードランド | - マーシュフィールド - 郡庁所在地 - ナイアンガ - ノースビュー | - レッドトップ - ロジャーズビル - サンプソン | - シーモア |  |

## 政治

### 地方
ウェブスター郡の地方レベルでは共和党が大半の政治を支配しており、郡の選挙で選ばれる役職は2人を除いて独占している。

#### 国政
大統領選挙のレベルでは州南西田園部の郡と同様に、共和党支持の強い地盤である。2000年と2004年の大統領選挙では、ジョージ・W・ブッシュが2対1の票差でウェブスター郡を制した。2008年の選挙では、州内の田園部にある郡と同様、バラク・オバマよりジョン・マケインを選んだ。民主党候補がウェブスター郡を制したのは、1976年のジミー・カーターが最後になっている。
ウェブスター郡は州南西部バイブル・ベルトにある田園部郡と同様、社会的にまた文化的に保守的であり、それが共和党支持の傾向に強く影響している。2004年の州民投票では、結婚を男と女の結合として定義する州憲法改正案をウェブスター郡は82.32％という圧倒的多数で賛成した。州全体でも71％の賛成で可決し、ミズーリ州は同性結婚を禁止する最初の州になった。2006年の州民投票では、胚性幹細胞の研究を予算化し、合法化する憲法改正案が掛けられたが、ウェブスター郡では57.94％が反対した。州全体では51%の賛成と辛うじて改正が成立し、胚性幹細胞の研究を最初に認めた州の1つになった。郡民は伝統的に社会問題に保守的であるが、最低賃金の増加のような人民主義的施策は支持する傾向にある。やはり2006年の州民投票で最低賃金を時間あたり6.50ドルに増やす命題については、ウェブスター郡では75.50％が支持した。この命題は州内のどの郡でも支持され、75.94％が賛成した。

#### 2008年大統領予備選挙
2008年の大統領予備選挙で、ウェブスター郡は二大政党の候補者をどちらも州全体と全国で二位に終わった者を選んだ。民主党の予備選挙ではヒラリー・クリントンが1位となったが、共和党予備選挙では元アーカンソー州知事のマイク・ハッカビーがクリントンより多い得票で1位になった。